# 1976년 모로만 지진
1976년 모로만 지진은 8월 16일 16:11 UTC에 필리핀의 민다나오섬과 술루섬 인근에서 발생한 지진해일이다. 모멘트 규모 8.0으로 측정되었으며 깊이는 20 km 지점에서 발생했다. 지진은 파괴적인 쓰나미를 동반하여 5,000~8,000명으로 추정되는 사망자 대부분이 발생했다. 이 지진은 1918년 술라웨시해 지진 이후 58년 만에 필리핀에서 발생한 가장 사망자가 많고 강력한 지진이다.

## 지질학적 환경

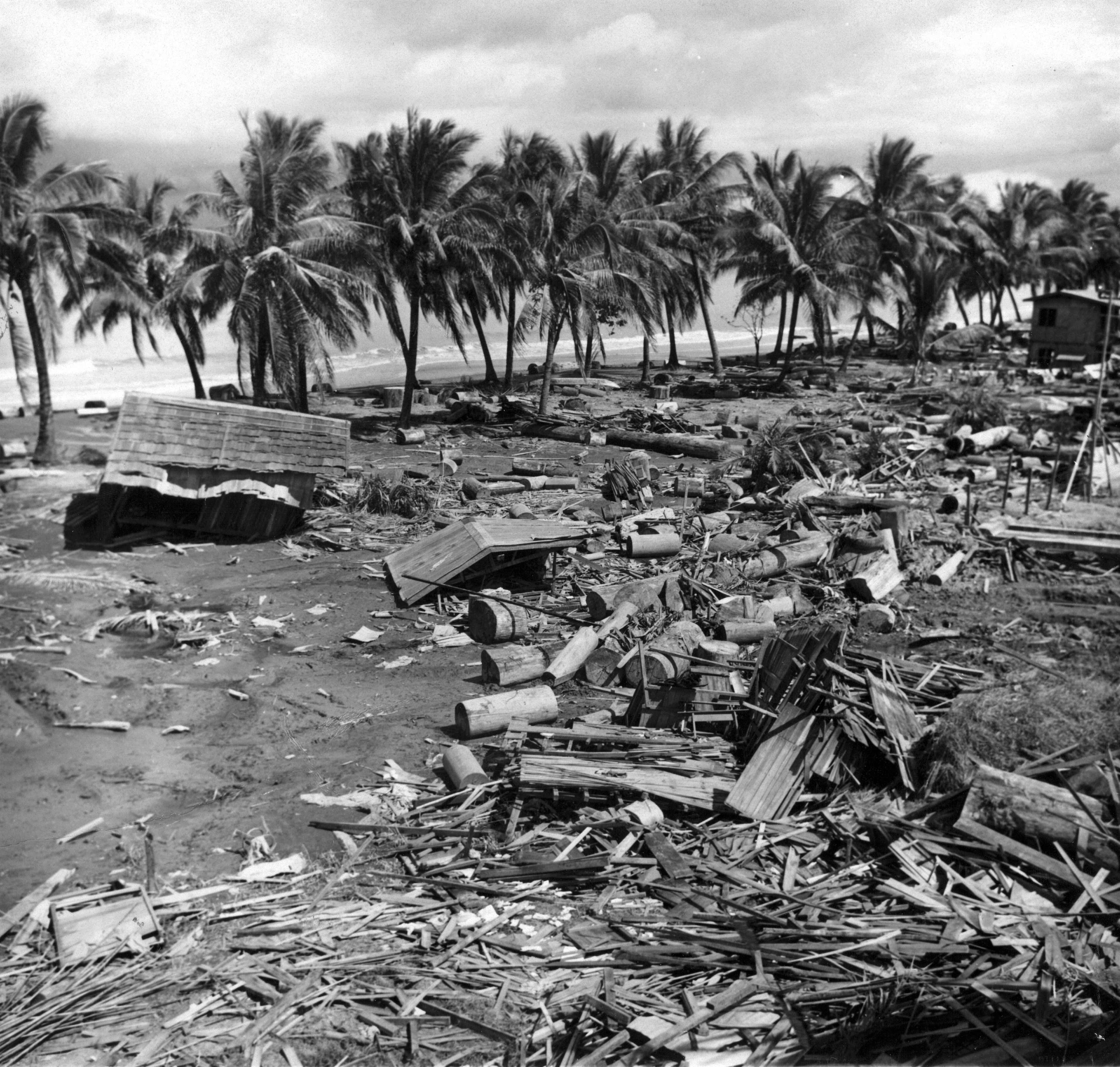
민다나오섬 술탄 쿠다라트 레바크 티브푸안 바라가이의 쓰나미 피해

이 지역의 여러 단층대는 대규모 지진과 파괴적인 국지적 쓰나미를 일으킬 수 있다. 가장 위험한 두 가지 주요 단층대는 술루해의 술루 해구와 남부 민다나오섬의 술라웨시해와 모로만을 가로지르는 섭입 지역인 코타바토 해구이다. 필리핀 화산 및 지진학 연구소의 지난 100년간 지진 기록에 따르면, 필리핀 남부의 이 지역은 중등도에서 높은 지진 활동을 특징으로 한다. 코타바토 해구 섭입 지역을 따라 발생한 가장 최근의 지진은 2002년 3월 6일 남부 민다나오에서 발생한 지진이다.

## 지진
이 지진은 상기헤 및 민다나오섬을 따라 발생하는 섭입과 관련된 베니오프대에서 전형적인 지진 활동이 깊이 500 km에서 발생하는 지역에서 일어났다. 필리핀은 여러 복잡하고 활발한 섭입대를 특징으로 한다. 이 지역에서 지질학적으로 가장 지배적인 구조는 민다나오 동쪽에 위치한 필리핀 해구이다. 이는 최소 200 km까지 감지할 수 있는 베니오프대로 표현되며 서쪽으로 경사져 있다.
본진은 얕은 진원 깊이를 가졌으며 얕은 각도로 북동쪽으로 경사진 면을 따라 충상단층을 나타냈다. 북부 술라웨시해의 지진은 더 작은 코타바토 해구와 관련이 있다. 이 해구는 모로만과 만나는 섬 해안을 따라 남북 방향의 해저 지형이다. 지질학자들은 이 지진을 민다나오 아래에서 동북동 방향으로 섭입이 진행되고 있다는 증거로 해석했다. 활성 화산호가 없기 때문에 이 지형도 지질학적으로 젊은 것으로 생각된다. 1918년에 대규모 지진과 쓰나미가 1976년 지진 남쪽의 섭입대 일부를 파열시켰다. 두 지진 모두 합쳐서 300 km의 해구를 파열시켰다. 파열은 진앙에서 코타바토 해구를 따라 북쪽으로 전파되었으며, 이는 여진대에서 명확하게 나타난다. 그러나 S 6.8로 측정된 가장 강력한 여진은 주향이동 단층의 결과였으며 여진대에서 멀리 떨어진 곳에서 발생했다.

## 영향

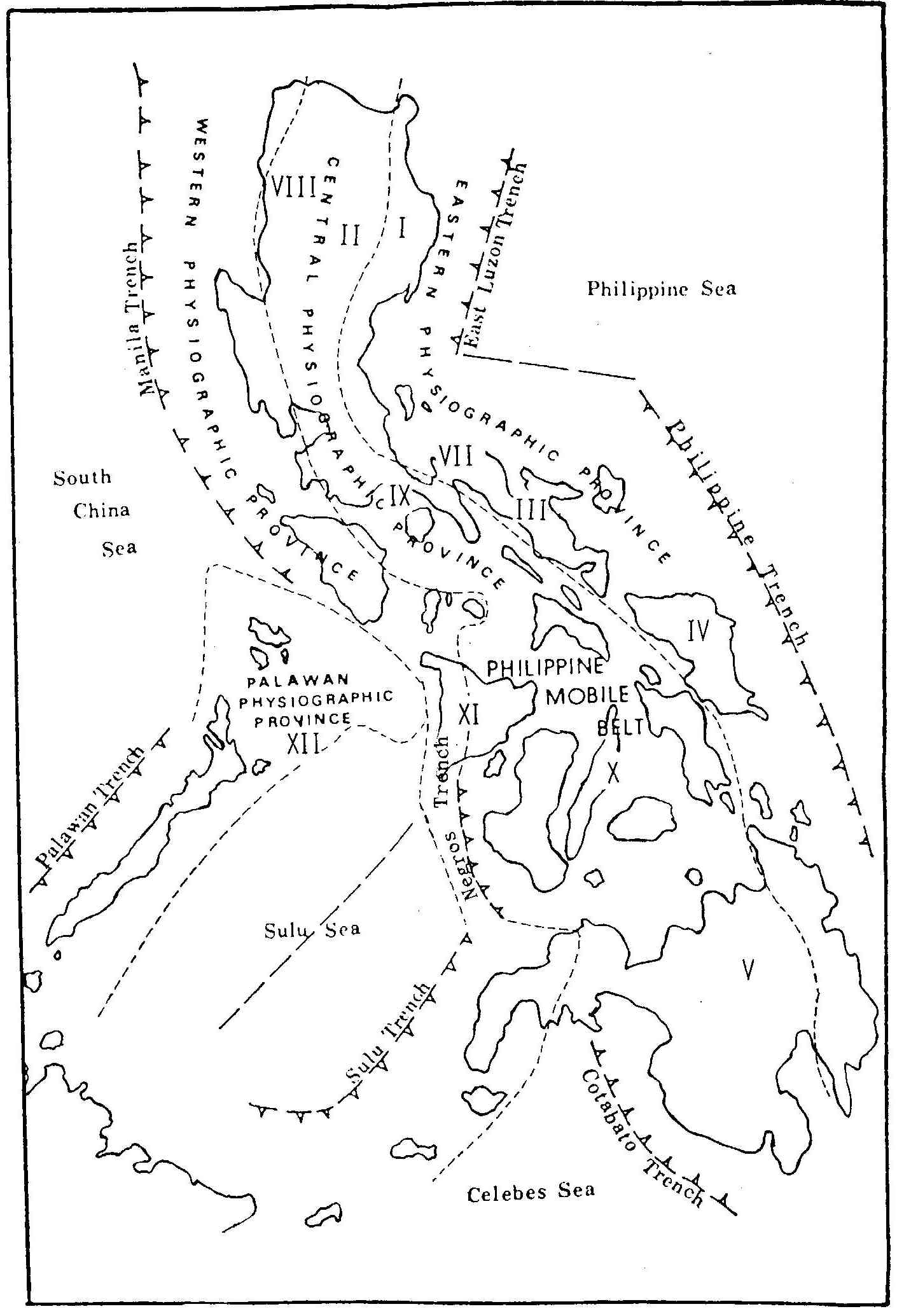
남부 민다나오의 코타바토 해구와 필리핀 변동대.

초기 지진은 광범위하게 느껴졌으며 비사야 제도의 필리핀 중부 섬까지도 감지되었다. 대규모 쓰나미는 북부 술라웨시해의 모로만을 따라 700 km의 해안선을 황폐화시켰고, 술루 군도의 해안 공동체, 민다나오섬 남부 특히 술탄쿠다라트주와 사랑가니주 (이전에는 남코타바토주의 일부였음), 그리고 잠보앙가반도 지방의 잠보앙가와 파가디안에 파괴와 사망자를 일으켰다.
파도의 최대 높이는 섬의 레바크에서 9 m에 달했으며, 알리시아에서는 4.3 m, 바실란 동해안의 레사만에서는 3 m, 홀로와 사콜섬에서는 3 m에 달했다. 지진과 쓰나미로 인해 최소 5,000명이 사망했으며 수천 명이 실종되었다. 일부 보고서에 따르면 총 8,000명에 달하는 사람들이 목숨을 잃었으며, 사망자의 90%는 뒤이은 쓰나미로 인한 것이라고 한다.
처음에 8,000명 이상의 사망자 또는 실종자가 공식적으로 집계되었고, 10,000명이 부상당했으며, 90,000명이 노숙자가 되어 필리핀 역사상 가장 파괴적인 재해 중 하나가 되었다. 초기 지진 발생 후 사람들은 고지대로 이동할 필요성을 인지하지 못했다. 쓰나미가 닥쳤을 때 대부분의 희생자들을 바다로 끌어갔다. 피해 지역에 대한 조사 결과 파도가 해당 지역에 도달했을 때 최대 4 to 5 미터 (13 to 16 ft)에 달했음이 확인되었다. 일본까지 약한 쓰나미 활동이 보고되었다.
잠보앙가에서는 14개 건물이 부분적으로 손상되었다. 이 도시는 이 지진으로 인한 쓰나미의 심각한 피해를 면했는데, 이는 바실란섬과 산타 크루스 제도가 완충 역할을 하여 파도를 막았기 때문이다.
| 진도 | 위치                                                                                  |
| ---- | ------------------------------------------------------------------------------------- |
| VII  | 코타바토; 홀로-술루; 잠보앙가                                                         |
| VI   | 바실란시; 파가디안시; 디폴로그시; 말라이발라이-부키드논                               |
| V    | 카가얀데오로시; 다바오시; 헤네랄산토스                                                |
| IV   | 두마게테; 수리가오델수르 히나투안; 타그빌라란-보홀; 세부시; 수리가오델노르테 수리가오 |
| II   | 록사스시; 일로일로; 타클로반시; 레가스피시; 팔로-레이테; 캣발로간-사마르              |

## 같이 보기
- 1976년 지진
- 필리핀의 지진 목록

## 추가 자료
- Eadillo, Victor; Astilla, Zinnia (1978). 《Moro Gulf Tsunami of 17 August 1978》 (PDF). Quezon City: Special Committee on Tsunami Warning System, National Committee on Marine Sciences, National Science Development Board. 2024년 9월 10일에 확인함.